# Агеевка (Медынский район)
Агеевка — деревня в Медынском районе Калужской области России. Входит в сельское поселение «Деревня Михеево».
Расположена на реке Свитенка.

## Этимология
Название происходит от имени Аггей древнееврейского происхождения.

## История
В 1782 году вместе с деревнями Иванищева, Горнева и Самсонова в бесспорном владении Анны Кирилловны Васильчиковой.
По данным на 1859 год Агеевка — владельческая деревня Медынского уезда, расположенная по левую сторону от Калужского почтового тракта при речке Любовке. В ней 17 дворов и 197 жителей.
После реформ 1861 года вошла в Богдановскую волость. Население в 1892 году — 276 человек, в 1913 году — 303 человека.

## Население
| 2002 | 2010 |
| ---- | ---- |
| 15   | →15  |